# Kanton Langogne
Kanton Langogne (francouzsky Canton de Langogne) je francouzský kanton v departementu Lozère v regionu Languedoc-Roussillon. Tvoří ho devět obcí.

## Obce kantonu
- Auroux
- Chastanier
- Cheylard-l'Évêque
- Fontanes
- Langogne
- Luc
- Naussac
- Rocles
- Saint-Flour-de-Mercoire